# Воскобойников, Борис Николаевич
Бори́с Никола́евич Воскобо́йников (1936-2004) — сотрудник советских и российских органов государственной безопасности, Генерал-лейтенант.

## Биография
Борис Николаевич Воскобойников родился 19 июня 1936 года. Окончил Московский историко-архивный институт.
В 1960-е годы поступил на службу в органы Комитета государственной безопасности при Совете Министров СССР. Службу начал в архиве КГБ, составляя списки невинно-репрессированных.
Затем закончил Краснознаменный институт (ныне Академия внешней разведки), перешёл на службу в Первое главное управление КГБ СССР, занимавшееся внешней разведкой. В 1965 — 1967 годах находился в заграничной командировке в Чили. С 1967 года работал в Мексике, где в 1971 году был объявлен персона нон грата. В 1972—1976 годах работал в Перу, кроме разведывательной деятельности выступал в роли связного между главой КГБ Андроповым и Президентом Перу Веласко Альварадо.
Позднее работал со странами Африки, после чего перешёл в отдел, отвечавший за деятельность КГБ в Афганистане. В 1982 году Б. Н. Воскобойникову было присвоено звание генерал-майора, благодаря чему он стал самым молодым генералом КГБ СССР на то время. В том же году был направлен в Демократическую Республику Афганистан, где возглавил Представительство КГБ СССР в этой стране. Под его руководством осуществлялся сбор данных о силах моджахедов, проводились специальные операции.
Вернувшись в СССР осенью 1984 года, Воскобойников возглавил 11-й отдел Первого главного управления КГБ СССР, ведавший связями с органами безопасности социалистических стран. С мая по ноябрь 1989 года находился в Чехословакии в качестве руководителя Представительства КГБ при Министерстве внутренних дел ЧССР. С 1990 года являлся начальником Управления «Р» КГБ СССР по оперативному планированию и анализу. После распада СССР продолжал службу в органах безопасности Российской Федерации, в 1994—1997 был представителем Службы внешней разведки Российской Федерации в Соединённых Штатах Америки. В 1997 году вышел в отставку по состоянию здоровья, уже на пенсии ему было присвоено звание генерал-лейтенанта. Умер 4 ноября 2004 года, похоронен на Троекуровском кладбище Москвы.